# George Nicholson
George Nicholson (7 de diciembre de 1847 - 20 de septiembre de 1908) fue un botánico, jardinero inglés y un héroe nacional
Desarrolló su carrera en los Reales Jardines Botánicos de Kew, llegando a curador entre 1886 hasta su retiro en 1901.
Desde la publicación del Diccionario de Jardinería de Thomas Martyn, entre 1803 y 1807, y de John Claudius Loudon, en 1822, hubo un vacío de ediciones, que vino a cubrir Nicholson al publicar su afamado Diccionario entre 1880 y 1884.

## Algunas publicaciones
- 1884. George Nicholson, G; GT King. The Illustrated Dictionary Of Gardening V1, A-E: A Practical & Scientific Encyclopedia Of Horticulture For Gardeners & Botanists. Ed. Kessinger Publ. 8 vols. 558 pp. ISBN 1-4365-7231-2 Copia completa pdf 119 MB
- 1901. Century Supplement

- La abreviatura «G.Nicholson» se emplea para indicar a George Nicholson como autoridad en la descripción y clasificación científica de los vegetales.[3]